# Стабиле, Гильермо
Гилье́рмо Ста́биле (исп. Guillermo Carlos Stábile; 17 января 1905, Буэнос-Айрес — 26 декабря 1966, Буэнос-Айрес) — аргентинский футболист и тренер.

## Биография
С восемью голами в четырёх матчах Стабиле стал лучшим бомбардиром на первом чемпионате мира, проходившем в 1930 году в Уругвае. Он не играл в первом матче Аргентины против Франции и мог не сыграть в следующих, если бы не травма Роберто Черро.
В начале карьеры он играл за аргентинский клуб «Уракан» (1920—1930), затем перебрался в Италию, где выступал за «Дженоа» (1934—1935) и «Наполи» (1935—1936). Закончил карьеру игрока во Франции, в клубе «Ред Стар».
После завершения карьеры Стабиле тренировал национальную сборную Аргентины с 1939 по 1960 год. Под его руководством команда провела 127 игр, сделав Стабиле одним из немногих тренеров, под чьим руководством сборная сыграла более 100 игр (на 2004 год их было 8).

## Достижения

### Игрока

#### Личные
- Лучший бомбардир чемпионата мира: 1930

#### Командные
- Финалист чемпионата мира: 1930

### Тренера
- Чемпион Южной Америки: 1941, 1945, 1946, 1947, 1955, 1957
- Чемпион Аргентины: 1960[1]